# Aprilia SR 50
Le SR 50 est un scooter sportif construit par la société Aprilia.
Il existe en plusieurs déclinaisons. Le premier modèle fonctionne à carburateur, tandis que le SR50 Ditech fonctionne à l'aide d'un système d'injection direct géré par un calculateur électronique.
Les différentes versions de moteur ont une puissance maximum de 3 à 7 ch.

## Histoire

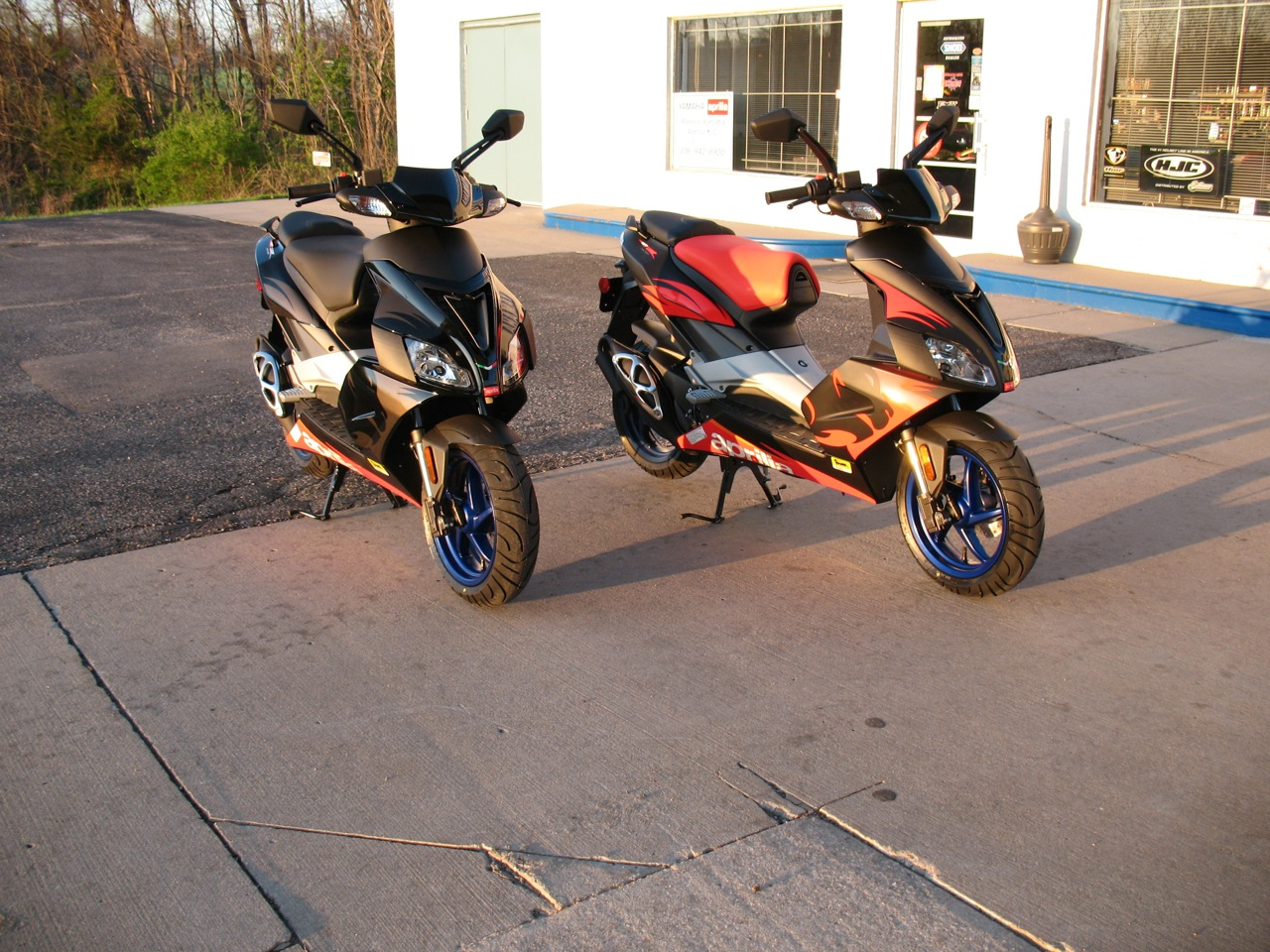
Aprilia SR Factory

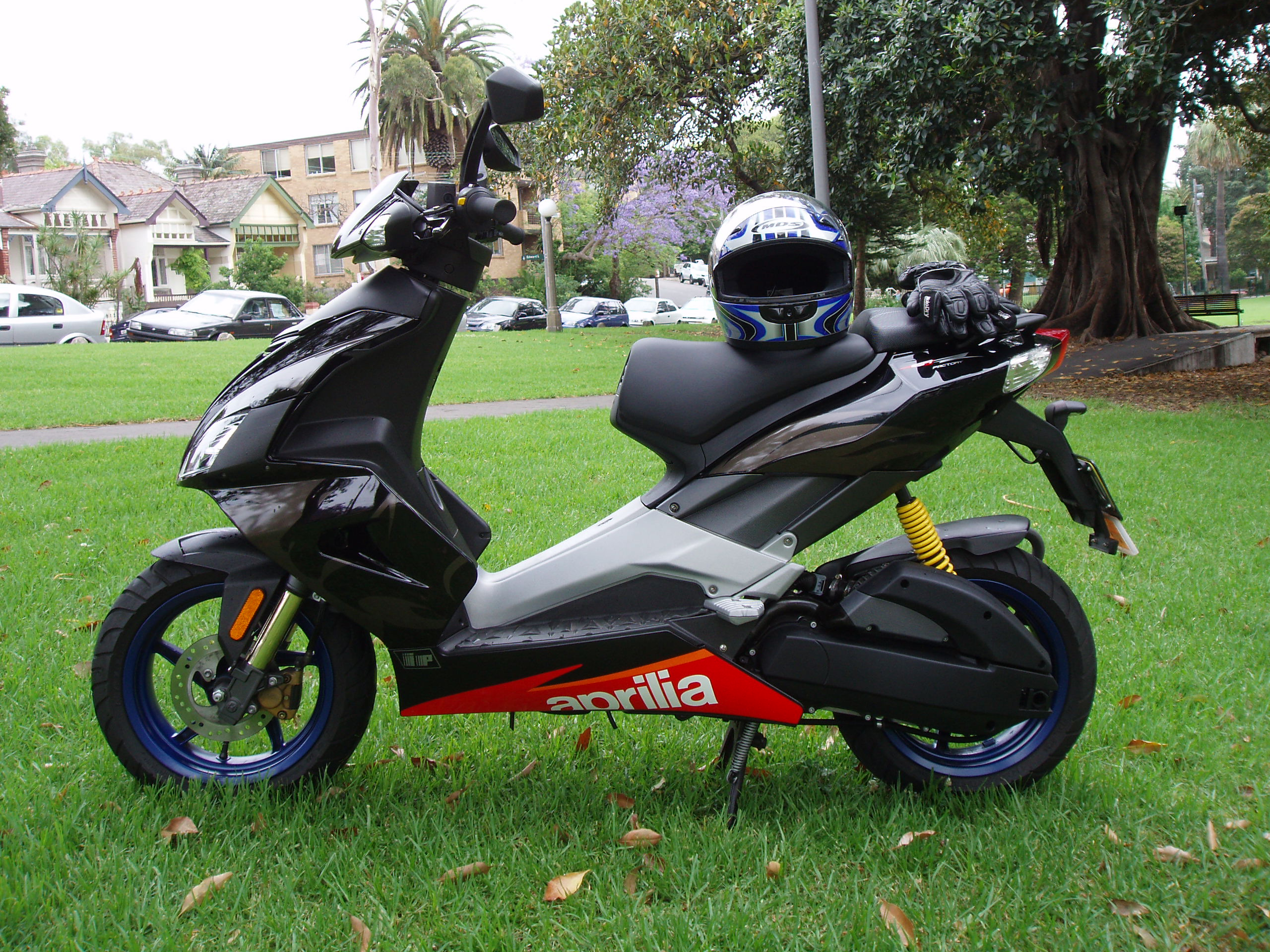
Aprilia SR Factory

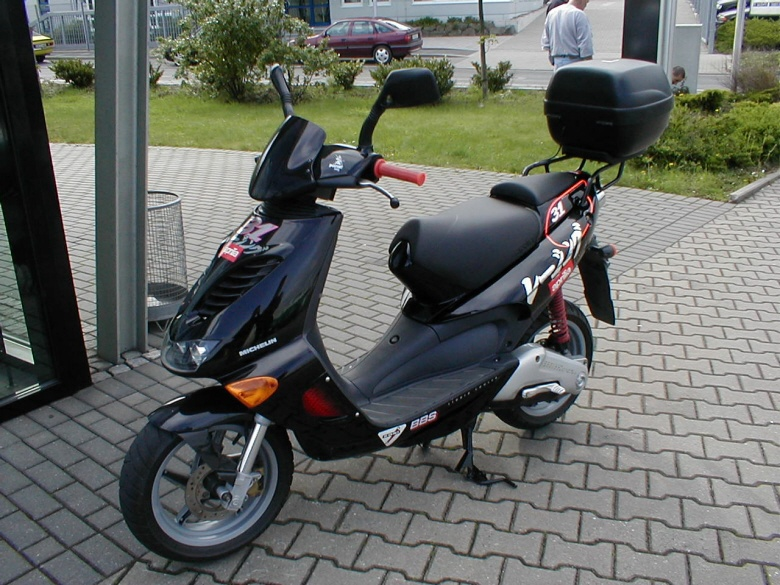
Aprilia SR 50 Tetsuya Harada freins à disque avant et arrière

En 1992, le SR 50 est le premier scooter Aprilia à être lancé sur le marché. Techniquement, il possède un frein à disque à l'avant (à tambour à l'arrière), un moteur Minarelli vertical  (comme sur le MBK Booster).

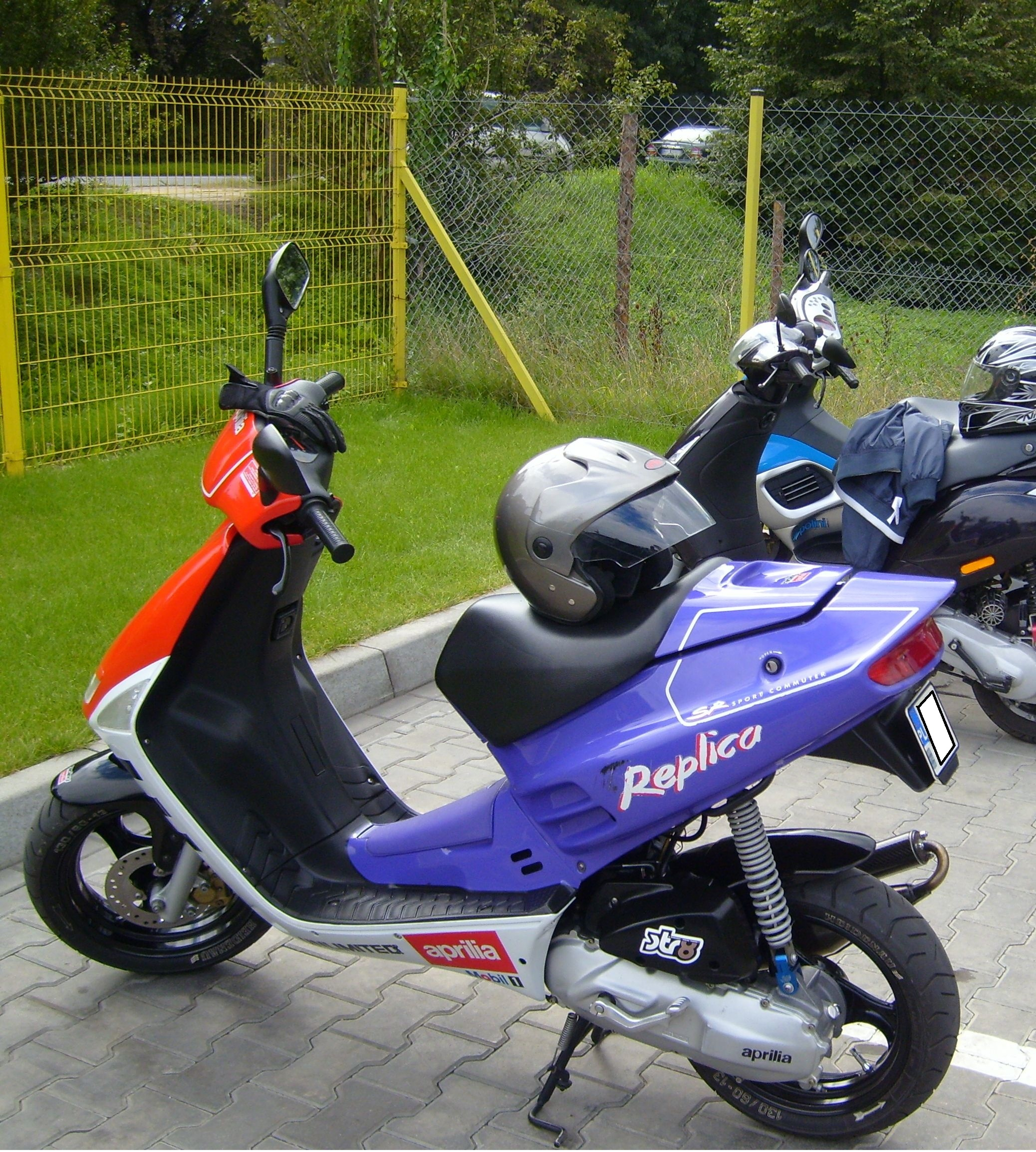
Aprilia SR Replica moteur Minarelli vertical AC (selle monoplace)

En 1994, il a été le premier scooter avec un refroidissement liquide sur le marché. En 1997, il a été le premier scooter 50 cm³ avec freins à disque avant et arrière.
Jusqu'en 1996, la première série a été construit et vendu avec succès[réf. nécessaire]. Il y avait plusieurs versions :
- Aprilia SR Urban Kid AC (moteur Minarelli vertical)
- Aprilia SR  Esquire AC (moteur Minarelli horizontal)
- Aprilia SR Replica LC (moteur Minarelli horizontal)

-Quelques modèles parmi cette série, comportent une selle monoplace et d'autres biplace.
Depuis 1997, la principale évolution reste l'adoption d'un frein à disque à l'arrière. Les différentes déclinaisons sont :
- AC Aprilia SR WWW (frein tambour arrière) (moteur Minarelli horizontal)
- Aprilia SR Netscaper LC (frein tambour arrière) (moteur Minarelli horizontal)
- SR Aprilia Stealth LC (moteur Minarelli horizontal)
- Aprilia SR Funmaster

En 1999 sort le modèle Di-tech, utilisant une injection créée par Siemens et Synerject au lieu d'un carburateur.
En 2004, la gamme est remplacée :
- SR50 Street - visuellement semblable à la deuxième série. À refroidissement liquide monocylindre carburateur à deux temps avec recirculation des gaz d'échappement. Il satisfait aux normes Euro 2.
- SR50 R - nouveau design. Engin techniquement le même que le SR50 Street moteur, mais avec un indicateur de vitesse numérique.
- SR50 R Factory - le design est le même que le R SR50 R. Il utilise un moteur à refroidissement liquide monocylindre deux temps à injection.

Le SR 50 R Factory est disponible à injection directe et d'un instrument numérique avec de nombreuses fonctions supplémentaires. Grâce à l'injection, le Factory a environ 1 cheval de plus que la version carburateur.

## Éditions spéciales
- Aprilia SR 50 LC Di-Tech « Spiderman » avec de la peinture rouge et bleu et des autocollants toile d'araignée
- Aprilia SR 50 LC Di-Tech « Poggiali » livrée blanc-noir-rouge avec des autocollants à tête de lion doré.